# 恩賜
恩賜（おんし）とは、君主から臣下などに対して、これまでの忠節や功労に感謝するために与える物品やその行為を指す。下賜・賜与ともいう。
現代日本では「恩賜」と単に言えば天皇から賜ったものを指す。